# پلنگ‌آباد (بشرویه)
پلنگ‌آباد روستایی در دهستان ارسک بخش ارسک شهرستان بشرویه استان خراسان جنوبی ایران است.

## جمعیت
بر پایه سرشماری عمومی نفوس و مسکن در سال ۱۳۹۵ جمعیت این روستا ۱۲ نفر (۴خانوار) بوده‌است.